# De Muralt

Familiewapen

De Muralt (ook: Von Muralt) is een oud geslacht uit de omgeving van Como en Locarno waarvan leden sinds 1840 tot de Nederlandse adel van het koninkrijk behoren.

## Geschiedenis
De stamreeks begint met Gaffus de Muralto die door de bisschop van Como omstreeks 1182 beleend werd en tussen 1203 en 1219 wordt vermeld. Een nazaat, Abraham Rodolphe von Muralt (1783-1841), trad in 1814 als majoor in Nederlandse dienst en eindigde zijn militaire carrière als generaal-majoor; hij werd bij Koninklijk Besluit van 12 november 1840 ingelijfd in de Nederlandse adel.
In 1999 waren er nog zes mannelijke telgen van dit Nederlandse geslacht in leven. In 2020 overleed de chef de famille die als zodanig werd opgevolgd door zijn zoon.

## Enkele telgen
Jhr. Abraham Rodolphe von Muralt (1783-1859), generaal-majoor; trouwde in 1815 met Agatha Sophia Gerardina van Hoey, vrouwe van Vlijmen (1784-1856)
- Jhr. mr. Jan Ludwig Bernhard von Muralt, heer van Vlijmen (1818-1889), lid gemeenteraad en wethouder van Utrecht
  - Jkvr. Bertha Louisa Wilhelmina de Muralt (1866-1942); trouwde in 1890 met jhr. Henri Ernst Ram (1864-1949), ingenieur en lid van de familie Ram
  - Jhr. Karel Willem Lodewijk de Muralt, heer van Vlijmen (1869-1956), burgemeester
    - Jhr. Adrien Theodore de Muralt, heer van Vlijmen (1905-1984), ambassadeur
      - Jkvr. Marie Louise de Muralt (1937); trouwde in 1960 met Alexander August Frederik Carel graaf van Lynden van Sandenburg (1934), bewoners van kasteel Walenburg
      - Jhr. Charles Robert de Muralt (1939-2020), directeur onderneming
        - Jhr. C.A.P. (Cappie) de Muralt (1965), export manager, sinds het overlijden van zijn vader chef de famille[1]

  - Jhr. ir. Robert Rudolph Lodewijk von Muralt (1871-1936), ingenieur van het waterschap Schouwen (1903-1913) en uitvinder Muraltmuur, burgemeester van Borculo (1922-1928) en lid van de Tweede Kamer en de Eerste Kamer
    - Jhr. dr. ir. Willem Jan Jules de Muralt (1900-1970), hoofdinspecteur van de arbeid; trouwde in 1952 met jkvr. Mathilde Clara Françoise Maria van Nispen tot Sevenaer (1909-2007), telg uit het geslacht Van Nispen en weduwe van Karl Eugen Georg Anton Hubert Marie Ghislain baron de Loë (1904-1937), burgemeester van Eijsden